# Phleum phleoides
Phleum phleoides es una especie de planta perenne herbácea nativa de la mayor parte de Europa, Norte de África y zonas templadas de Asia. 

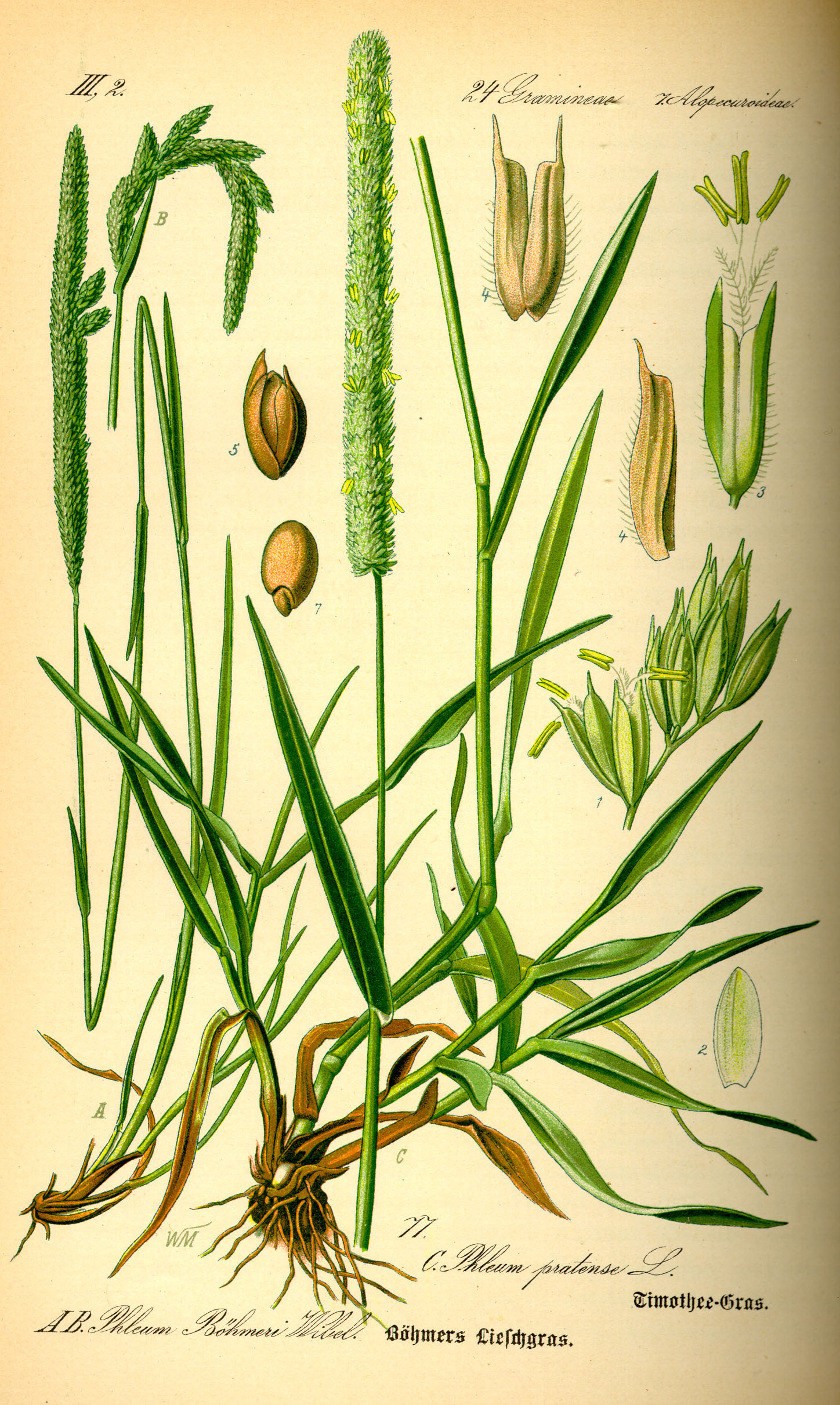
Ilustración

## Descripción
Tiene culmos erectos y alcanza un tamaño de 10-70 cm de altura, las láminas foliares son de 5 -12 cm de largo y 1-3.5 mm de ancho.
Se puede confundir con otras especies relacionadas como Phleum pratense. sin embargo Phleum phleoides prefiere suelos más ligeros y crece en suelos de piedra caliza.

## Taxonomía
Phleum phleoides fue descrita por (L.) H.Karst. y publicado en Deutsche Flora. Pharmaceutisch-medicinische Botanik.. . 374. 1880.
Etimología
Phleum: nombre genérico que deriva de la palabra griega phleos, una especie de caña o pasto.
phleoides: epíteto
Sinonimia
- Chilochloa boehmeri (Wibel) P. Beauv.
- Chilochloa boemerii (Wibel) P.Beauv.
- Chilochloa phleoides (L.) Desv.	basónimo
- Heleochloa phalaroides (L.) P.Beauv.
- Phalaris phleoides L.
- Phalaris trigyna Host
- Phleum arvense Pourr.
- Phleum boehmeri Wibel
- Phleum boehmeri var. blepharodes Asch. & Graebn.
- Phleum boehmeri var. interruptum Zabel
- Phleum brevifolium Dulac
- Phleum glabrum Bernh.
- Phleum hostii Jacq.
- Phleum laeve M.Bieb.
- Phleum phalaris Pers.
- Phleum phalaroides Koeler
- Phleum phleoides var. blepharodes (Asch. & Graebn.) Halácsy
- Phleum phleoides var. interruptum (Zabel) Serb. & E.L.Nyár.
- Phleum reclinatum Gorter
- Phleum ventricosum Moench
- Plantinia phalaroidea (Koeler) Bubani[3][4]